# El Bodón
El Bodón település Spanyolországban, Salamanca tartományban. El Bodón La Encina, Herguijuela de Ciudad Rodrigo, El Sahugo, Robleda, Fuenteguinaldo, Ituero de Azaba, Campillo de Azaba, Carpio de Azaba és Ciudad Rodrigo községekkel határos. Lakosainak száma 245 fő (2024).

## Népesség
A település népessége az elmúlt években az alábbi módon változott:
| Lakosok száma | 339  | 319  | 308  | 327  | 311  | 296  | 285  | 270  | 251  | 245  |
|               | 2001 | 2004 | 2007 | 2009 | 2012 | 2014 | 2017 | 2019 | 2022 | 2024 |